# Un rêve trop loin (téléfilm, 1996)
Pour plus de détails, voir Fiche technique et Distribution.
Un rêve trop loin aussi appelé Défier l'Alaska ou encore À bout de force (To Brave Alaska) est un téléfilm américain de 1996 réalisé par Bruce Pittman. Le téléfilm est basé sur l'histoire vraie de Denise Harris et de Roger Lewis.

## Synopsis
Partis seuls pour exploiter une vieille mine d’or au beau milieu de l’Alaska, Denise et Roger se retrouvent soudain à court de vivres. L’approvisionnement promis ne venant pas, ils décident de rejoindre le premier camp distant d’une centaine de kilomètres. La destruction de leur canoë les contraint à franchir la montagne enneigée sans équipement adéquat. L’inconscience de Roger n’aura d’égal que le courage de Denise…

## Fiche technique
genre : aventure , drame

## Distribution
- Alyssa Milano : Denise Harris
- Cameron Bancroft : Roger Lewis
- Winston Rekert : Bill DeCreeft
- Barbara Tyson : Barbara DeCreeft
- Duncan Fraser : Wylie Bennett